# Passagem Interior

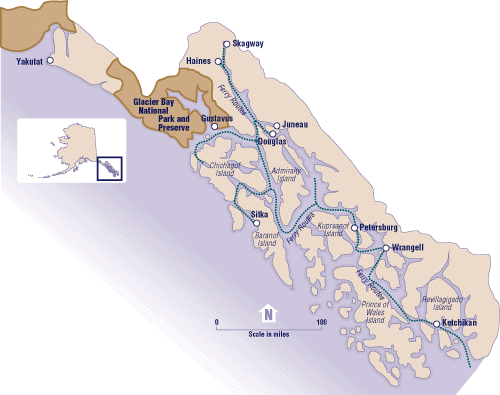
Mapa da Passagem Interior no estado norte-americano do Alasca.

A Passagem Interior (em inglês:  Inside Passage) é uma via marítima do sudeste do Alasca e do oeste da Colúmbia Britânica.
Começa no norte das ilhas (dos Estados Unidos) do arquipélago de Alexandre, inclui o estreito de Hecate que marca a fronteira americano-canadiana, passa a este das ilhas da Rainha Carlota, inclui o canal da Rainha Carlota e uma sucessão de canais a este da ilha Vancouver - estreito da Rainha Carlota, estreito de Johnstone, passagem Discovery ao longo das ilhas Discovery - para desembocar no estreito de Geórgia junto do porto de Vancouver e abrir-se ao Puget Sound e Seattle a sul e ao estreito de Juan de Fuca a oeste na direção do Oceano Pacífico.

## Galeria

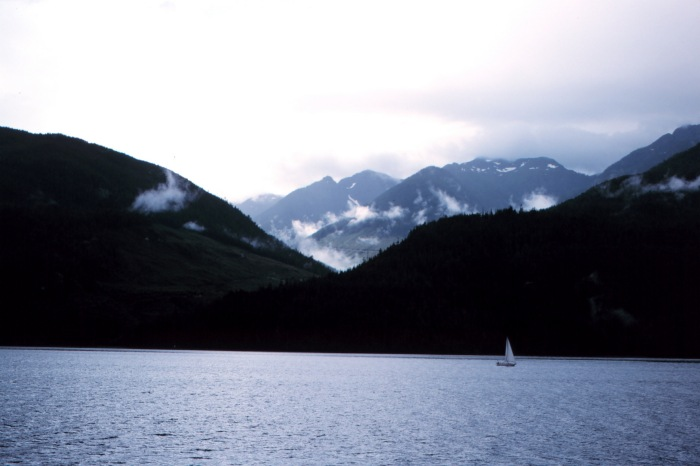
Paisagem
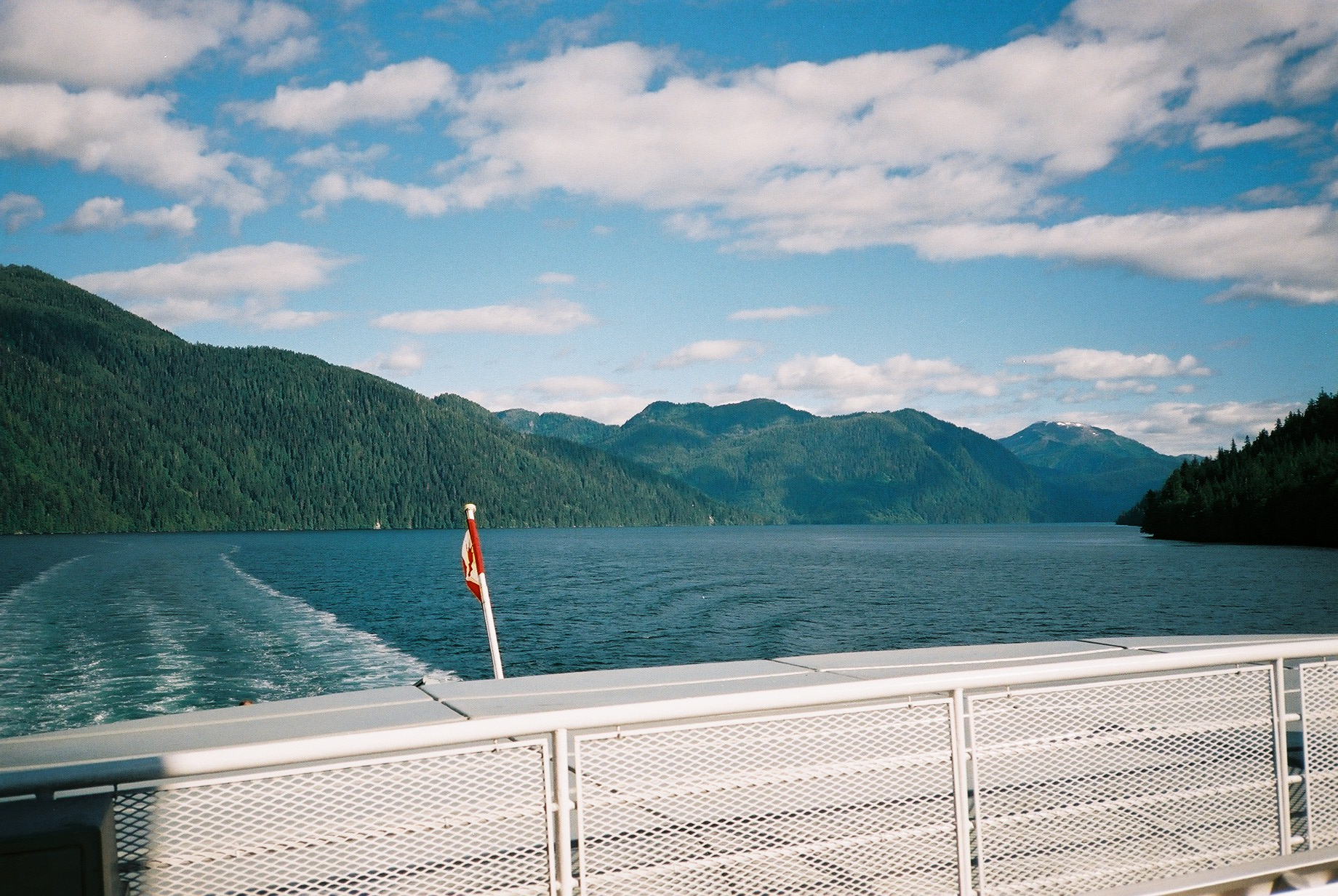
Paisagem na Colúmbia Britânica